# ユングフラウヨッホ駅

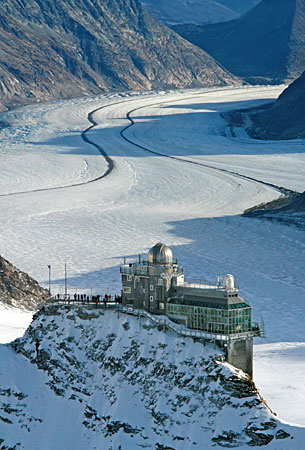
アレッチ氷河の上にあるスフィンクス観測所

ユングフラウヨッホ駅 (Jungfraujoch) はスイス・ベルナー・オーバーラント地域のユングフラウヨッホに位置する地下駅である。海抜3454mで、これはヨーロッパの鉄道駅で最も高く、アイガー、ユングフラウ、メンヒの頂上にも近い。
トンネルの複合体は、鉄道駅とトップ・オブ・ヨーロッパの建物を結んでおり、スフィンクステラスと呼ばれるオープンビューの展望台までエレベーターで接続されている。スフィンクステラスからは、スイスアルプス最大、最長のアレッチ氷河をはじめ、ベルナーアルプスやヴァレーアルプスの山岳景観を見渡すことができる。科学観測所である、スフィンクス天文台もここに位置する。
さらに、トンネル経由で、氷河の下にある氷の洞窟、アイス・パレスやアルプス及びユングフラウ鉄道の観光開発史を展示するアルパイン・センセーションにも行くことができる。
管轄上では、駅はベルン州のラウターブルンネンとの境界に非常に近いにもかかわらず、ヴァレー州のフィエッシャータールに置かれる。州の境界は、駅の上のユングフラウを横切る分水界に沿って続いている。
駅には、インターラーケン、ラウターブルンネン、ヴェンゲン、グリンデルワルトとベルナーオーバーラント鉄道やヴェンゲルンアルプ鉄道で結ばれている、クライネ・シャイデックから走るユングフラウ鉄道が乗り入れる。下記はこの旅客鉄道のデータ。
| 運営者           | 列車の種類 | ルート                                                                                               | 便数     | 備考 |
| ---------------- | ---------- | --- | -------- | ---- |
| ユングフラウ鉄道 |            | クライネ・シャイデック - アイガーグレッチャー - アイガーヴァント - アイスメーア - ユングフラウヨッホ | 1時間2便 |      |